# Långfenad vimpelfisk
Långfenad vimpelfisk, också kallad piskfisk (Heniochus acuminatus), är en art i familjen fjärilsfiskar som lever i Indiska oceanen och Stilla havet. Den blir ungefär 25 cm lång och lever av ryggradslösa djur och zooplankton. Arten kan lätt förväxlas med släktingen Heniochus diphreutes.
Långfenad vimpelfisk är relativt vanlig som akvariefisk, och säljs då ofta som ett betydligt mer lättskött alternativ till den extremt svårskötta men till utseendet snarlika hornfisken, Zanclus cornutus.  